# Gerhard Mumelter
Gerhard Mumelter (* 1947 in Bozen, Südtirol) ist ein Südtiroler Journalist und Autor.

## Leben
Gerhard Mumelter war Lehrer und Gastwirt und lebt in Rom und Bozen als freier Journalist. Er berichtet für ORF, Deutsche Welle, die Süddeutsche Zeitung und Der Standard.
Mit seiner Anthologie Neue Literatur aus Südtirol versammelte er 1970 erstmals nach 1945 die Gegenwartsautoren Südtirols und verhalf der Südtiroler Literatur zu Selbstbewusstsein und Identität als eigenständiger Literatur. In seinen Texten in der von ihm mit begründeten Kulturzeitschrift sturzfluege versuchte er, durch die Verbindung von Fiktion und Journalismus die bis dahin tabuisierten Themen Option in Südtirol, Bombennächte und Kollaboration in Südtirol zur Diskussion zu stellen.

## Bibliographie
- (Hrsg.) Neue Literatur aus Südtirol, Bozen 1970
- (Hrsg.) Das Südtiroler Volksschullesebuch. Arbeitskreis „Pflichtschule/Lehrerfortbildung“, Bozen/Innsbruck 1971.
- (Hrsg.) Literatur in Südtirol, Arunda 13, Schlanders 1983[1]
- Die Hutterer [Tiroler Täufergemeinden in Nordamerika], Innsbruck 1986, ISBN 3-85218-016-3
- Feuernacht, Bozen 1992, ISBN 88-7283-010-9